# طريق الغردقة - الأقصر
طريق الغردقة - الأقصر هو طريق يخترق الصحراء الشرقية ويبلغ طوله 299 ميلاً، يربط بين مدينتي الغردقة والأقصر.

## الخطورة
- وفقا لعدة مصادر، فإن طريق الاقصر الغردقة بمصر يعتبر من أخطر الطرق في العالم، ليس خطير بسبب الجبال حوله ولكن بسبب الناس الذين يقومون باستخدامه حيث يعتبر من الطرق التي يكثر عليها قطاع الطرق كما أن السائقين عليه غالبًا ما يضيئون المصابيح الخاصة بهم حتى في الليل حسب قول التقرير الذي دعا للابتعاد عن هذا الطريق خاصة أن السيارات تستغرق عليه قرابة 4 ساعات كاملة وبالتالي احتمالات الخطورة عليه تزيد بسبب طول فترة السفر عليه.[1][2][3]